# Hexàedre
Un hexàedre o hexaedre (ambdues variants són acceptades) és un políedre que té sis cares.
L'hexàedre regular és el cub, en el qual les sis cares són quadrats i hi ha tres quadrats entorn de cada vèrtex.